# Дора (тауншип, Миннесота)
Дора (англ. Dora) — тауншип в округе Оттер-Тейл, Миннесота, США. На 2000 год его население составило 726 человек.

## География
По данным Бюро переписи населения США площадь тауншипа составляет 92,8 км², из которых 75,0 км² занимает суша, а 17,9 км² — вода (19,24 %).

## Демография
По данным переписи населения 2000 года здесь находились 726 человек, 305 домохозяйств и 239 семей.  Плотность населения —  9,7 чел./км².  На территории тауншипа расположено 900 построек со средней плотностью 12,0 построек на один квадратный километр. Расовый состав населения: 98,48 % белых, 0,83 % коренных американцев и 0,69 % приходится на две или более других рас. Испанцы или латиноамериканцы любой расы составляли 0,41 % от популяции тауншипа.
Из 305 домохозяйств в 22,0 % воспитывались дети до 18 лет, в 71,5 % проживали супружеские пары, в 3,9 % проживали незамужние женщины и в 21,6 % домохозяйств проживали несемейные люди. 17,4 % домохозяйств состояли из одного человека, при том 7,5 % из — одиноких пожилых людей старше 65 лет. Средний размер домохозяйства — 2,38, а семьи — 2,69 человека.
20,2 % населения — младше 18 лет, 3,3 % — в возрасте от 18 до 24 лет, 22,7 % — от 25 до 44, 31,1 % — от 45 до 64, и 22,6 % — старше 65 лет. Средний возраст — 48 лет. На каждые 100 женщин приходилось 110,4 мужчин.  На каждые 100 женщин старше 18 приходилось 105,3 мужчин.
Средний годовой доход домохозяйства составлял 37 159 долларов, а средний годовой доход семьи —  44 500 долларов. Средний доход мужчин —  36 875  долларов, в то время как у женщин — 18 750. Доход на душу населения составил 20 479 долларов. За чертой бедности находились 7,2 % семей и 9,7 % всего населения тауншипа, из которых 10,6 % младше 18 и 5,8 % старше 65 лет.